# Koude-warmteopslag

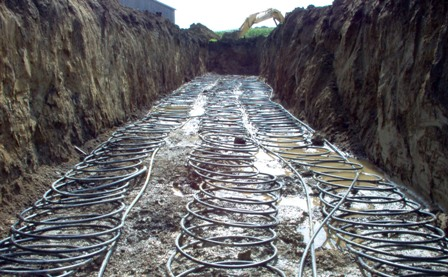
Een net van 3 ton in de grond

Koude-warmteopslag of koude- en warmteopslag (KWO), ook wel warmte-koudeopslag of warmte- en koudeopslag (WKO), is een methode om energie in de vorm van warmte of koude op te slaan in de bodem. De techniek wordt gebruikt om gebouwen te verwarmen en/of te koelen. Ook in de tuinbouw en industrie wordt steeds vaker gebruikgemaakt van deze techniek.

## Inleiding
Watervoerende zandlagen in de bodem (aquifers) laten zich, afhankelijk van de locale bodemgesteldheid en locale wet- en regelgeving, gebruiken om warmte en koude te onttrekken en op te slaan. 
Het relatief koele grondwater wordt via een grondwaterput onttrokken aan de bodem en via een scheidingswarmtewisselaar gebruikt om industriële processen, teeltsystemen in de tuinbouw of installaties van gebouwen te koelen. Het opgewarmde water infiltreert men daarna opgewarmd in dezelfde aquifer op voldoende afstand van de onttrekking. Eventueel kan de toegevoegde warmte later worden gebruikt om processen of gebouwen te verwarmen. Als dit niet het geval is, dan spreekt men van koudeopslag en dan moet de warmte later worden afgevoerd met een koeltoren of anderszins om het bodemenergie systeem thermisch in balans te houden. 
Het water wordt opgepompt met een pomp in stijgbuis, die is aangebracht in een boorgat dat is afgewerkt met een omstorting van filterzand ter plaatse van een geperforeerd deel van de stijgbuis op de diepte van het zandpakket dat men wil gebruiken. Het grondwater wordt aldus van grote diepte (meestal 30 tot 200 meter onder maaiveld) opgepompt, alwaar de statische druk in het grondwater hoog is. Het systeem wordt onder voldoende overdruk gehouden ten opzichte van de atmosfeer om zuurstofinsluiting en/of ontgassing te voorkomen. Anders kunnen de bronnen verstopt raken. Mits goed ontworpen, gerealiseerd en onderhouden gaat het systeem lang mee. De technische levensduur is 30 jaar. Wel worden jaarlijks de bronfilters gespoeld en dienen mechanische componenten (zoals pompen en klepmotoren) tussentijds te worden vervangen).
Het koelen met grondwater kan direct, mits het koelproces geschikt is gemaakt voor hoge temperaturen. Voor verwarming wordt een zogenaamde warmtepomp op de bron aangesloten. In de praktijk zijn met deze techniek besparingen van 95% op koeling en 40-50% op verwarming mogelijk ten opzichte van conventionele koeling met koelmachines en verwarming met gasketels. Er zijn zeer veel verschillende configuraties mogelijk, zie bijvoorbeeld het warmtepomp variantenboek. Meest gebruikt is de variant met elektrische warmtepomp en elektrisch verwarmingselement voor backup en pieklast, voor en volledige gasloze en duurzame thermische energieproductie.
De hoeveelheid water die met een bodemenergiesysteem kan worden onttrokken en geïnfiltreerd, hangt in fysieke zin af van de geologie van het gebied. Bepalend zijn de dikte van watervoerende pakketten en de doorlatendheid van de bodem en de chemische samenstelling van het grondwater. In een kubieke meter zand is ongeveer 30-35% water opgenomen. In gebieden met dikke zandpakketten met grove korrels kan per bronput een matig tot hoog debiet behaald worden (afhankelijk van de locatie in Nederland circa 50 - 300 m³/h) en is de economische haalbaarheid kansrijk. Momenteel zijn er vrijwel overal in Nederland systemen in bedrijf waarvan de gegevens zijn vastgelegd, zodat het meestal niet nodig om een proefboring te doen. Voor het geohydrologische onderzoek wordt dan gebruik gemaakt van de grondwaterkaart en de WKO-tool. Ontwerp, realisatie en exploitatie moeten voldoen aan de bodemenergie wetgeving (BRL 6000-21 en BRL 11.000) en navenante vergunningen. Commerciële exploitatie voor energielevering aan derden ( zakelijke afnemers of consumenten), vergt daarnaast een exploitatie-vergunning en vergt goedkeuring en valt onder toezicht vanuit de energiewetgeving. 
Naast watervoerende lagen in de bodem is ook koude-warmteopslag in gegraven ondergrondse buffers mogelijk. Een dergelijke opslag is circa vijf meter diep, bekleed met folie en afgedekt met een isolerend sandwichpaneel. De buffer is aan de onderzijde en aan de bovenzijde voorzien van een sproeibuis om het water zonder turbulentie in te brengen. Menging van de waterlagen dient voor een optimaal rendement namelijk zo veel mogelijk voorkomen te worden. Het omliggende grondpakket geeft een vergelijkbare isolatiewaarde als bij de KWO-opslag in ondergrondse waterlagen. De aanleg van een dergelijke buffer is overal mogelijk, daarnaast is ook hoge-temperatuur-warmteopslag tot 95 graden mogelijk.
In tegenstelling tot ondiepe bodemenergiesystemen met koude-warmteopslag gaat het bij aardwarmte (geothermie) om het onttrekken van warmte die van nature in het binnenste van de aarde aanwezig is. Een andere term hiervoor is diepe bodemenergie. De technologie is afkomstig van de  mijnbouw en vergelijkbaar met zout aardgas en aardolie winning met navenante wet- en regelgeving en ontginning van diepe bodemwarmte vergt een mijnbouw concessie.

## Open en gesloten systemen
Er zijn twee verschillende systemen voor ondergrondse energieopslag bekend.

### Open systemen
Open grondwatersystemen (doubletten en monobronnen met opslag en recirculatie) staan in open verbinding met watervoerende pakketten en gebruiken grondwater dat via een beperkt aantal buizen wordt onttrokken en geïnfiltreerd. Het grondwater wordt via een warmtewisselaar geleid om daarna weer in de bodem te worden geïnfiltreerd. Het onttrekken en infiltreren gebeurt op enkele tientallen tot ruim tweehonderd meter diepte, afhankelijk van waar zich een geschikt watervoerend pakket bevindt.
Bij doubletten worden twee bronnen op enige afstand (ca. 100 meter) geboord en worden filters in beide bronnen afgesteld. Het water wordt in de zomer uit de zogenaamde koude bron opgepompt, de kou wordt aan het gebouw of proces afgegeven. Het opgewarmde water wordt daarna in de andere bron (de warme) ingebracht. In de winter wordt het warme water opgepompt en wordt de warmte afgegeven aan een warmtepomp. Het hierdoor afgekoelde water wordt daarna weer in de koude bron opgeslagen.
Een monobron werkt volgens hetzelfde principe. Hierbij is er echter maar één bron(boring). De koude en warme voorraad worden hierbij niet op enige afstand naast elkaar, maar boven elkaar opgeslagen. Aangezien hierbij slechts één bron(boring) nodig is, zijn deze systemen goedkoper en daarom rendabeler. Dit systeem kan direct naast een gebouw geplaatst worden. 
Hiermee wordt KWO ook haalbaar bij kleinere projecten. Afhankelijk van de bodemgesteldheid kunnen monobronsystemen tot 55 m3/uur gerealiseerd worden.
Moderne kantoren met KWO en alleen warmtepompen voor verwarming hebben ongeveer 5 m3/uur per 1000 m² bruto vloeroppervlakte nodig.

### Gesloten systemen
Bodemwarmtewisselaars staan niet in open verbinding met grondwater, maar maken gebruik van water met een antivriesmiddel (veelal een glycoloplossing) dat wordt rondgepompt door een gesloten systeem in de bodem. Het systeem bestaat uit U-vormige buizen van polyethyleen, zogenaamde collectoren, die in een boorgat worden geplaatst. Vandaar een benaming als boorgatenergieopslag.
De thermische energie in de bodem wordt door middel van geleiding via de buiswanden overgedragen aan het medium in de warmtewisselaar. Er wordt onderscheid gemaakt tussen een horizontale, ondiepe variant en een verticale, diepe variant. Bodemwarmtewisselaars kunnen tot een diepte van tientallen tot meer dan honderd meter reiken. Dergelijke systemen zijn over het algemeen kleinschaliger dan open systemen en worden vooral in de woningbouw en kleine utiliteitsbouw toegepast.
Zomers thermische energie opslaan in de bodem heeft bij dergelijke kleine (woonhuis) systemen vaak geen zin, de grondwaterstroming heeft het mogelijk al afgevoerd voor dat het weer gebruikt kan worden. Op korte termijn de opgeslagen warmte weer gebruiken voor tapwater bereiding heeft wel nut.
De grens van het verplicht regenereren ligt dan ook bij >70kW vermogen.

## Geschiktheid van een gebied voor ondergrondse energieopslag
Niet elk gebied is even geschikt voor ondergrondse energieopslag. De potentiële toepassing van ondergrondse energieopslag wordt beïnvloed door zowel de plaatselijke wet- en regelgeving als de fysisch-chemische eigenschappen van de ondergrond.

## Wet- en regelgeving
In Nederland staan het rijk en de provincies niet afwijzend tegenover ondergrondse energieopslag, gezien de energiebesparing en CO2-reductie. Ondergrondse energieopslag kan echter een grote invloed hebben op de (ondergrondse) omgeving. Deze negatieve effecten, die genoemd worden als toetsingscriteria in de Waterwet en de Wet bodembescherming, zijn onder meer:
- verspreiding van bestaande bodemverontreiniging door de werking van het systeem
- vermindering van natuurwaarden door negatieve effecten op de grondwaterstand
- negatieve beïnvloeding grondwateronttrekkingen
- negatieve beïnvloeding van andere ondergrondse energieopslagsystemen
- negatieve beïnvloeding van archeologische monumenten en aardkundige waarden
- verzilting van zoet water of verzoeting van zilt water
- grondwaterverlagingen die leiden tot zettingen bij ondiepe systemen
- opbrengstderving

De effecten op grondwater door temperatuurverhoging en -verlaging binnen het bereik van 5 tot 25 °C zijn beperkt.
Op sommige plaatsen zijn KWO-systemen niet toegestaan of er worden hieraan nadere voorwaarden gesteld. Toepassing van koude-warmteopslag is verboden in waterwingebieden, grondwaterbeschermingsgebieden voor de openbare drinkwatervoorziening en gebieden met een boringvrije zone.

## Fysisch-chemische karakteristieken ondergrond
Fysisch-chemische karakteristieken die de potentie van ondergrondse energieopslag beïnvloeden, zijn onder meer:
- dikte watervoerende pakketten
- doorlatendheid watervoerende pakketten
- doorlaatvermogen watervoerende pakketten
- diepte watervoerende pakketten
- weerstand scheidende lagen
- zoet-zoutovergangen
- voorkomen van redoxgrenzen
- druk opgeloste gassen